# Vojska Srbije
Vojska Srbije (skraćeno VS) službeno je proglašena 8. lipnja 2006. godine uredbom Narodne skupštine Republike Srbije. Nastala je nakon proglašenja nezavisnosti Crne Gore od onih dijelova Vojske Srbije i Crne Gore koji su se nalazili na teritoriju Srbije.
Vojska Srbije su oružane snage Republike Srbije namijenjena za obranu zemlje od oružanog ugrožavanja izvan teritorija Republike Srbije, kao i za izvršavanje drugih misija i zadataka, u skladu s Ustavom, zakonom i načelima međunarodnog prava koji uređuju uporabu vojne sile. Vojska Srbije se može uporabiti izvan granica Republike Srbije samo po odluci Narodne skupštine Republike Srbije.
Vojska Srbije je organizirana na strategijskom, operativnom i taktičkom nivou i u zapovjedne jedinice i ustanove. Vojska je podjeljena na grane, rodove i službe. 
Grane Vojske Srbije su: 
- kopnena vojska,
- ratno zrakoplovstvo i protuzračna obrana.

Brojno stanje Vojske Srbije je oko 49.000 profesionalne vojske. Vojska provodi značajne organizacijske promjene i modernizaciju oružanih snaga.

## Struktura

### Jedinice pod ustrojstvom Glavnog stožera
- Brigada veze
  - 1. Centar Stacioniranih veza
  - 2. Centar Stacioniranih veza
  - 3. Centar Stacioniranih veza
  - 4. Centar Stacioniranih veza
  - Bataljon veze

- Centralna logistička baza
  - 1. Skladištni bataljun
  - 2. Skladištni bataljun
  - 3. Skladištni bataljun
  - 4. Skladištni bataljun
  - Zapovjdena satnija
  - 1. SPC Beograd
  - 2. SPC Beograd

- Garda
  - Pristožerne jedinice
  - Počasni bataljun
  - Logistički bataljun
  - Rezindecijski objekti
  - Objekti posebne namjene

### Jedinice Kopnene Vojske (KoV)
- 246 Bataljun ABKO
- 3. Bataljun vojne policije
- 5. Bataljun vojne policije
- 21. Bataljon Veze

- 1. Brigada KoV
  - 10. zapovjedni bataljun
  - 11. pješački bataljun
  - 12. Samohodni haubički topnički bataljun
  - 13. Bataljun samohodnih višecjevnih raketnih lansera
  - 14. Raketno-topnički bataljun PZO
  - 15. Tenkovski bataljun
  - 16. Mehanizirani bataljun
  - 17. Mehanizirani bataljun
  - 18. Inženjerijski bataljun
  - 19. Logistički bataljun
  - 110. Pontonski Bbataljun
  - 111. Pontonski bataljun

- 2. Brigada KoV
  - 20. Zapovjedni bataljun
  - 21. pješački bataljun
  - 22. pješački bataljun
  - 23. Samohodni haubički topnički bataljun
  - 24. Bataljun samohodnih višecjevnih raketnih lansera
  - 25. Raketno-topnički bataljun PZO
  - 26. Tenkovski bataljun
  - 27. Mehanizirani bataljun
  - 28. Mehanizirani bataljun
  - 29. Logistički bataljun
  - 210. Inženjerijski bataljun

- 3. Brigada KoV
  - 30. zapovjedni bataljun
  - 31. pješački bataljun
  - 32. pješački bataljun
  - 33. Samohodni haubički topnički bataljun
  - 34. Bataljun samohodnih višecjevnih raketnih lansera
  - 35. Raketno-topnički bataljun PZO
  - 36. Tenkovski bataljun
  - 37. Mehanizirani bataljun
  - 38. Mehanizirani bataljun
  - 39. Logistički bataljun
  - 310. Inženjerijski bataljun

- 4. Brigada KoV
  - 40. zapovjedni bataljun
  - 41. pješački bataljun
  - 42. pješački bataljun
  - 43. Samohodni haubički topnički bataljun
  - 44. Bataljun samohodnih višecjevnih raketnih lansera
  - 45. Raketno-topnički bataljun PZO
  - 46. Tenkovski bataljun
  - 47. Mehanizirani bataljun
  - 48. Mehanizirani bataljun
  - 49. Logistički bataljun
  - 410. Inženjerijski bataljun

- Mješovita raketno-topnička brigada
  - zapovjedni bataljun
  - Mješoviti raketno-topnički bataljun
  - 1. Haubičko-topovski topnički bataljun
  - 2. Haubičko-topovski topnički bataljun
  - 3. Haubičko-topovski topnički bataljun
  - Logistički bataljun

- Specijalna brigada 
  - zapovjedni bataljun
  - Bataljun za protivteroristička djelovanja
  - 72. Izviđačko-diverzantski bataljun
  - 63. Padobranski bataljun
  - Logistička satnija

- Riječna flotila
  - 93. Riječni centar

### Zrakoplovstvo i protuzračna odbrana
- 204. Zrakoplovna Baza - Batajnica
  - 101. lovačka zrakoplovna eskadrila
  - 252. mješovita zrakoplovna eskadrila
  - 138. mješovita transportna zrakoplovna eskadrila
  - 1. izviđačko avijacijsko odjeljenje
  - 24. zrakoplovni tehnički bataljun
  - 17. bataljun za osiguranje zrakoplovne baze
  - 17. topnički bataljun PZO

- 98. Zrakoplovna Baza - Lađevci/Niš
  - 241. jurišna zrakoplovna eskadrila
  - 714. protutenkovska helikopterska eskadrila
  - 119. mješovita transportna helikopterska eskadrila
  - 2. izviđačko avijacijsko odjeljenje
  - 24. zrakoplovni tehnički bataljun
  - 161. bataljun za osiguranje zrakoplovne baze
  - 98. bataljun za osiguranje zrakoplovne baze
  - 98. topnički bataljun PZO

- 250. raketna brigada PZO 
  - Komandna Baterija
- 1. Raketni bataljun PZO
- 2. Raketni bataljun PZO
- 3. Samohodni raketni bataljun PZO
- 4. Samohodni raketni bataljun PZO
- 5. Samohodni raketni bataljun PZO

- 126. centar VOJIN
  - Zapovjedna satnija
  - 20. bataljun VOJIN
  - 31. bataljun VOJIN
  - Satnija za zrakoplovno-tehničko i tehničko održavanje i snabdevanje

### Zapovjedništvo za obuku
- 1. Centar za obuku
- 2. Centar za obuku
- 3. Centar za obuku
- 4. Centar za obuku
- 5. Centar za obuku
- 6. Centar za obuku
- 7. Centar za obuku
- Centar za obuku KoV
- Centar za obuku Z i PZO
- Centar za obuku logistike
- Centar za usavršavanje kadra veze, informatike i Elektronskih i PED
- Centar za usavršavanje kadrova ABKO
- Poligon "Pasuljanske livade"

## Poveznice
- Vojska Srbije i Crne Gore

## Vanjske poveznice
- Vojska Srbije - službena mrežna stranica
- Službena mrežna stranica Ministarstva odbrane Srbije
- Riječna flotila "Plavi udar 2015", RTS emisija Dozvolite -  službeni kanal
- Majstori za brodove - Radionica Riječne flotile, RTS emisija Dozvolite - službeni kanal
- Spomen soba Riječne flotile Vojske Srbije, RTS emisija Dozvolite - Zvanični kanal
- Zajednička vježba riječnih jedinica Srbije i Mađarske ″Gvozdeni mačak 2017″, RTS emisija Dozvolite - službeni kanal